# Спинето (Потенца)
Спинето (итал. Spineto) је насеље у Италији у округу Потенца, региону Базиликата.
Према процени из 2011. у насељу је живело 52 становника. Насеље се налази на надморској висини од 626 м.